# وزارة الخارجية والتجارة الدولية والعبادة (الأرجنتين)
وزارة الشؤون الخارجية والتجارة الدولية والعبادة (بالإسبانية: Ministerio de Relaciones Exteriores, Comercio Internacional y Culto)‏، ويشار إليها بشكل غير رسمي باسم المستشارية (بالإسبانية: Cancillería)‏، هي وزارة ضمن الحكومية الأرجنتينية تتعامل مع العلاقات الخارجية للأرجنتين ، والسياسة الخارجية للأرجنتين، والتنمية الدولية، والتجارة الدولية، والمغتربين والمسائل المتعلقة بميركوسور والكنيسة الكاثوليكية.
تُعد وزارة الخارجية واحدة من أقدم الحقائب الوزارية الموجودة باستمرار في الحكومة الأرجنتينية، حيث كانت موجودة دون انقطاع منذ تشكيل أول هيئة تنفيذية أرجنتينية في عام 1854، في عهد خوستو خوسيه دي أوركيزا. الوزير الحالي هو ديانا موندينو، الذي استلم المنصب منذ 10 ديسمبر 2023 في حكومة خافيير مايلي.

## الهيكل والتبعيات
تضم إدارة العبادة بالوزارة (Secretaría de Culto) عدة مديريات. وتحتفظ مديرية التسجيل بالسجل الوطني للأديان، الذي يجمع التسجيلات الإلزامية لجميع الكنائس والطوائف الدينية، باستثناء الكنيسة الكاثوليكية.
المديرية العامة للعبادة الكاثوليكية (La Dirección General de Culto Católico )، هي جهة الاتصال الرئيسية لحكومة الأرجنتين مع الكنيسة الكاثوليكية، وهي إلى حد بعيد أكبر هيئة دينية في الأرجنتين. وتقيم علاقات مع رؤساء الأساقفة ومجلس الأساقفة ومع مختلف الرهبانيات. كما يمنح القسم، الأفراد والمنظمات الذين من خلال عملهم شجعوا الحوار المسكوني وبين الأديان المُختلفة.
تشرف الوزارة أيضًا على معهد الخدمة الخارجية للأمة، وهي الأكاديمية الدبلوماسية الأرجنتينية الرئيسية.

## أنظر أيضا
- العلاقات الخارجية للأرجنتين
- قائمة البعثات الدبلوماسية في الأرجنتين

## روابط خارجية
- الموقع الرسمي